# 江戸の悪太郎
『江戸の悪太郎』（えどのあくたろう）は、1939年5月4日（1939年版）と1959年12月13日（1959年版）公開の日本映画。
1939年版は、マキノ正博監督、日活製作。モノクロ、スタンダード、84分。
1959年版は、マキノ雅弘監督によるセルフリメイク作品で、東映製作、カラー、東映スコープ、91分。

## あらすじ
浪乃は意にそぐわない縁談を、父親と祖父から押し付けられ式の当日に家出。曽祖父の手代木九右衛門の助言で、江戸の取引先の商家へ身を隠すことに。大胆にも三吉の名で15の少年に姿を替えた浪乃は、江戸へ出てその商家を訪ねるが門前払い。途方に暮れるている時に知り合った弥一少年の縁で、正義感と剣の腕が抜群に強く、それでいて貧乏長屋の寺子屋で、子供たちに読み書きを教える誠実な心の浪人剣持三四郎の世話になることに。三吉と偽りながら三四郎の手伝いをしているうちに、いつしか彼に心惹かれていく浪乃。長屋の側には悪徳旗本秋山典膳の屋敷あり。屋敷内では、いかがわし占い師の道満の祈祷所をでっち上げ、不安を抱く多くの庶民が訪れ大盛況であった。秋山典膳はさらなる暴利を得るため、隣の長屋を潰してさらに大きな祈祷所を作るという野望を、実行に移そうと動き始める。五十両の大金があれば長屋の住人がこの土地を買い取ることが出来るということで、資金集めの為芝居小屋を貸切り、自分たち主催で名人会の一日興業を打つことになる。しかし秋山に脅かされた芸人たちは集まらず、苦肉の策で浪乃をはじめとする素人芸の披露と、殴り込んできた秋山たちとの大乱闘で客は大喜びで無事閉幕。長屋の連中のお祝い騒ぎの中、道満に辱めを受けて自害をした母の仇を討つ為、弥一が秋山の屋敷に乗り込んだことを知った三四郎は後を追うことに。単身乗り込んだ三四郎の奮闘で無事弥一を救出、さらに長屋の住人たちの加勢で見事悪党どもを鎮圧。その頃浪乃は秋山たちの金主が、江戸へ浪乃を捜しに出てきて、まんまと騙されている父親や祖父であることを知る。浪乃は曽祖父たちの滞在先へ駆け込んで事なきを得る。そして再び娘に戻った浪乃は、心底惚れた剣持三四郎のもとへ嫁ぐのであった。（1959年版）

## 1939年版

### スタッフ
- 監督：マキノ正博
- 脚本：比佐芳武
- 撮影：石本秀雄
- 音楽：西悟郎
- 録音：石原貞光

### キャスト
- 嵐寛寿郎 - 島崎三四郎
- 轟友起子 - 浪乃
- 市川小文治 - 秋山典膳
- 瀬川路三郎 - 道満
- 香川良介 - 勘兵衛
- 志村喬 - 楽々亭三山
- 田村邦男 - 駕籠舁権三
- 原健作 - 長井兵助
- 星玲子 - お榮
- 瀧澤静子 - お六
- 巴弘子 - おしげ
- 團徳磨 - 手代木九左衛門
- 大倉多一郎 - 手代木七左衛門
- 宗春太郎 - 弥一
- 大崎史郎 - 手代木五左衛門
- 大國一公 - 戸川左近太郎
- 石川秀道 - 駕籠舁助十
- 小林三夫 - 繁太郎
- 仁禮功太郎 -天王寺長兵衛
- 藤川三元祐 - 鍵屋太兵衛
- 若松文男 - 家主茂兵衛
- 南城龍之助 - 曽谷平兵衛
- 藪内龍三郎 - 有村弥九郎
- 嵐壽之助 - 生島新兵衛
- 毛利三津夫 - 川原喜平次
- 旗桃太郎 - 助六
- 杉正夫 - 興市兵衛
- 木下利男 - 権八

## 1959年版

### スタッフ
- 企画：杉井進
- 監督：マキノ雅弘
- 脚本：比佐芳武・村松道平
- 撮影：伊藤武夫
- 音楽：鈴木静一
- 美術：吉村晟
- 録音：安田俊一
- 照明：田中憲次
- 編集：宮本信太郎
- 記録：小島淑子
- 装置：館孝雄
- 装飾：甲田豊
- 美粧：林政信
- 結髪：梅井文子
- 衣裳：三上剛
- 擬斗：足立伶二郎
- 進行：高橋幹雄

### キャスト
- 大友柳太朗 - 剣持三四郎
- 大川恵子 - 浪乃
- 喜多川千鶴 - お栄
- 山形勲 - 秋山典膳
- 加賀邦男 - 有村弥九郎
- 三島雅夫 - 道満
- 堺駿二 - 茂兵衛
- 田崎潤 - 兵助
- 阿部九州男 - 長兵衛
- 石黒達也 - 三山
- 浪花千栄子 - お勘
- 住田知仁（風間杜夫）- 弥一
- 梶すみ子 - おすみ
- 戸上城太郎 - 曽谷平兵衛
- 柳谷寛 - 権三
- 時田一男 - 三次
- 高松錦之助 - 手代木七左衛門
- 岸井明 - 手代木五左衛門
- 渡辺篤 - 手代木九左衛門
- 団徳磨 - 佐兵衛
- 大邦一公
- 岸田一夫
- 冨久井一朗
- 霧島八千代
- 一条由美
- 宮坊太郎
- 尾上華丈
- 鳳衣子
- 村口博
- 松居麻香
- 源八郎
- 雲井三郎
- 石丸勝也
- 月笛好子
- 五条恵子
- 浜恵子

## 内容の違い
- 1939年版の84分との比較で、欠損箇所が有るかは不明。
- 1939年版では、冒頭の浪乃の婚礼の日は大雪という設定。花嫁姿のままで雪の中を逃げ出す只事でない姿が描写されている。
- 1939年版では、曽祖父からの助言もなく、「紙問屋銭屋」にも訪ねていかないので、浪乃はなぜ江戸に出たのか不明。
- 浪乃が三四郎の家で寝るシーンでは1939年版はせんべい布団とは言え上下揃った布団だが、1959年版では布団がひと組しかないので、体を掛け布団でグルグルと海苔巻きのように巻いて寝るギャグになっている。
- 1939年版に登場する、お金を落とした弥一に同情する掏摸の繁ちゃん（小林三夫）は1959年版には登場しない。弥一を助けるつもりでスッた財布を渡そうとして、年下の弥一に諭されて反省する男である。それに対して、1959年版に登場するのが、三山の妹おすみ（梶すみ子）。三山は知らないが女掏摸。三四郎には死ぬほど惚れているが、手癖の悪さという身から出た錆で、浪乃に譲って身を引く女である。
- 1939年版でお栄に一両を貸してやる金貸しの勘兵衛（香川良介）は1959年版には登場せず、お栄に一両貸してやるのは、貧乏長屋の住人で始末屋でケチ婆さんのお勘（浪花千栄子）。
- 1939年版で、名人会は出演を渋る芸人たちを三山が説得して連れてくるまでの場つなぎで、浪乃が二曲の歌を披露するのみ。三四郎はその歌声や仕草で浪乃が女であることを確信する。
- 1939年版では曽祖父（團徳磨）は三四郎とは面識がなく、ひ孫可愛さで彼を信用して嫁がせるが、1959年版の曽祖父（渡辺篤）は酒場で交流があり三四郎の人柄を知っている。

## ビデオグラム
1959年版のDVDが東映ビデオ株式会社から発売されている（『江戸の悪太郎』DUTD02758）。